# 霞町 (東京都港区)
霞町（かすみちょう）は、かつて東京都港区麻布にあった町である。

## 概要

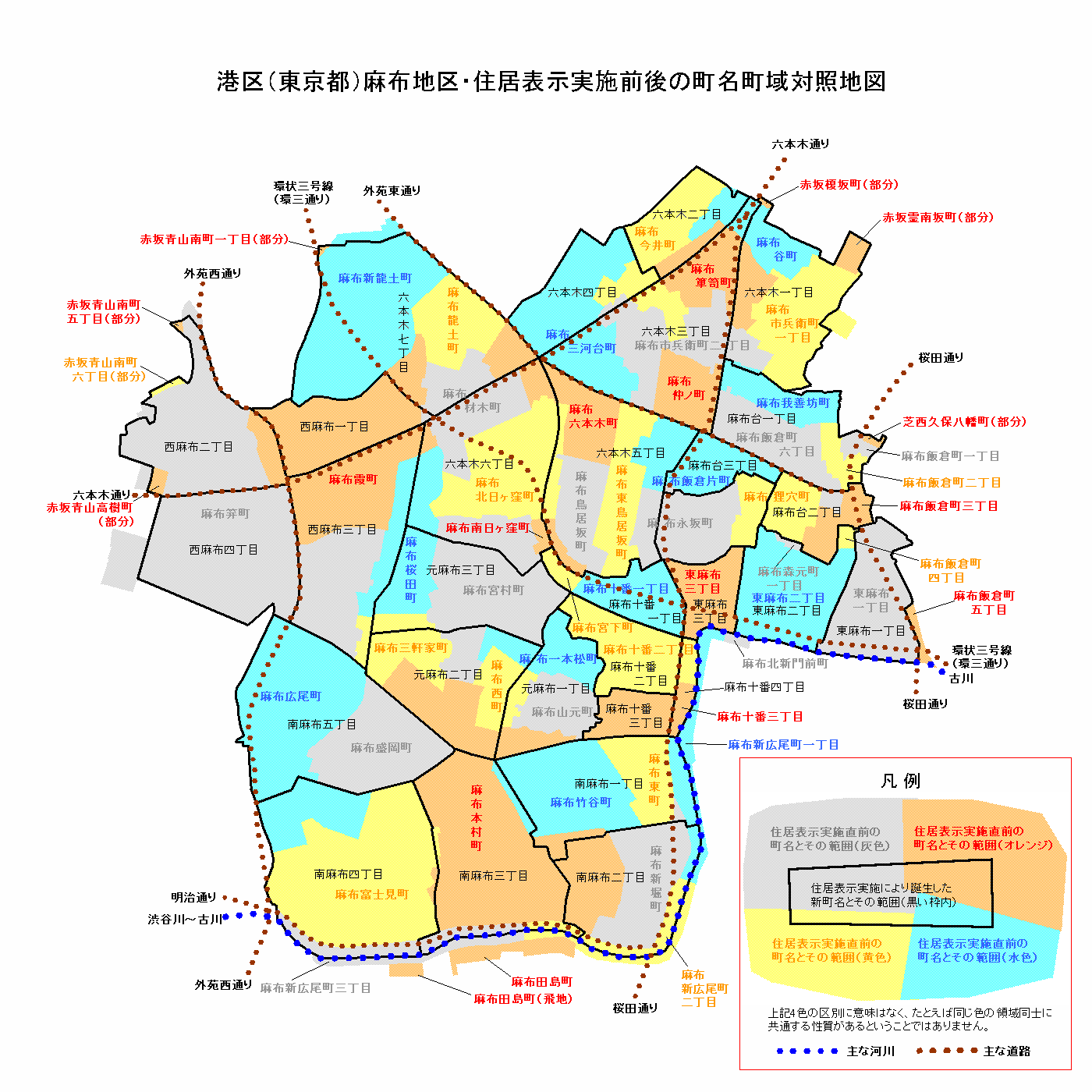
麻布地区住居表示対照図

霞町は、現在の東京都港区に1967年（昭和42年）まで存在した町名で、現在の住所では東京都港区西麻布一丁目から三丁目、及び六本木六丁目と七丁目のそれぞれ一部が相当する。
現在の地理では、外苑西通りと六本木通りが交わる「西麻布交差点」を含む地域であり、幹線道路沿いには雑居ビルや飲食店が多いが、裏手の高台にはカトリック麻布教会、みこころ幼稚園や邸宅などもみられる。1907年（明治40年）から1947年（昭和22年）までの期間を除いては、「麻布霞町」という町名であった。
この界隈は江戸時代には武家地であり、「霞町」の名称は、一帯の氏神である霞山稲荷（現在は桜田神社）に由来する。霞町は、江戸時代に阿部播磨守の広大な下屋敷だった場所の一部を明治政府が官収することで作られた。この明治初年に町が開かれた際、隣接する桜田町が町内の「霞山桜田神社」の「桜田」をとった町名であったことから、それにならって「霞山」の「霞」をとっての町名となった。
東京都電車が運行されていた当時、現在の西麻布交差点にあった駅（路面電車停留場）「霞町」は、2路線が交差する乗換駅であった。両側に霞坂と笄坂という2つの上り坂に挟まれた窪地（谷底）にあたる霞町では、坂を下ってきては逆側に登っていく路面電車の様子が見られたという。

## 霞坂
霞坂（かすみざか）は、霞町の中央を通る坂で西麻布一丁目と三丁目の間を西南に下っている。現在の地理では、首都高速3号渋谷線の高架下を走る六本木通りを西麻布交差点から六本木交差点方面に向かう上り坂が霞坂である。谷底である西麻布交差点から六本木通りを逆方向（西、高樹町方面）に上る坂は笄坂と呼ばれる。
1942年（昭和17年）に編まれた『麻布区史』はこの坂を、「霞坂 -　霞町電車通りの坂を霞坂と呼び、途中の21番地に日蓮宗境外仏堂観音堂がある」と紹介している。

## 出身・ゆかりのある人物
- 阿部正功（子爵、元棚倉藩主） - 1番地に邸あり
- 織田長純（子爵、旧大和国芝村藩主） - 6番地
- 大久保教尚（子爵、元荻野山中藩主） - 19番地
- 手塚猛昌（元長州藩陪臣、時刻表の父） - 2番地
- 伊東義五郎（男爵、海軍中将、旧松代藩士） - 22番地
- 石橋甫（海軍中将、旧加賀藩士） - 22番地
- 大島誠治（官僚、教育者、元大村藩士） - 23番地
- 堤甲子三（堤商店代表取締役）[3] - 住所は霞町[3]
- デヴィ・スカルノ（タレント） - インドネシアのスカルノ元大統領第3夫人。父親の根本兵七郎は此処に住む大工であった